# Kanton Belfort-Nord
Kanton Belfort-Nord (fr. Canton de Belfort-Nord) je francouzský kanton v departementu Territoire de Belfort v regionu Franche-Comté. Skládá se pouze ze severní části města Belfort.